# アトランタ級軽巡洋艦
アトランタ級軽巡洋艦（アトランタきゅうけいじゅんようかん、英語: Atlanta-class Light Cruisers）は、アメリカ海軍の軽巡洋艦の艦級。オマハ級巡洋艦を代替する駆逐戦隊旗艦巡洋艦として戦前の計画で8隻が、さらに戦時損耗補充分として3隻が追加され、合計11隻が建造された。一般に防空巡洋艦として知られるが、防空巡洋艦を表す類別記号CLAAが与えられたのは就役後かなり経ってからのことである。

## 概要
1930年代、急速に発達した航空機の脅威から艦船を守るために各国海軍で対空砲を搭載した防空艦が計画された。最初にイギリス海軍が旧式化したC級軽巡洋艦に改装を施し、4インチ (10.2cm) 高角砲高角砲を多数搭載した強力な防空艦を完成させ、各国海軍の注目の的となった。
アメリカ海軍は新造の軽巡洋艦に高い防空力を持たせることを計画した。それまでアメリカ海軍は、51口径5インチ (12.7cm) 砲を弩級戦艦の時代から伝統の副砲とし、対空には25口径5インチ砲を高角砲として使用してきた。そこで、対艦と対空の双方をこなすことができる中間的な38口径5インチ両用砲が開発された。さらに、より連射能力を向上させるため薬莢形式が採用され、これが本級の主砲に搭載、使用された。本来の駆逐艦部隊を指揮する嚮導艦としての役割のため、53.3cm4連装魚雷発射管を2基搭載している。
アトランタ級は多数の両用砲以外にも優れたレーダーと射撃指揮装置を搭載し、真珠湾攻撃後に順々に竣工、太平洋方面においての日本軍との戦闘に投入され、南太平洋海戦では「ジュノー」や「サンフアン」が対空戦闘において、戦艦「サウスダコタ」と共に艦隊の防空に貢献した。また、水上戦闘に参加した艦もあり、「アトランタ」「ジュノー」は第三次ソロモン海戦にて日本海軍の攻撃により沈没している。一部の艦は大西洋にも派遣された。
なお、前期型は対空砲を過大に搭載したことから復原性が不足していたため、オークランド以降の中期型では両用砲塔の数を削減した。さらに近接対空火器の増備を迫られたこともあり、ジュノー以降の後期型では魚雷発射管の廃止や砲配置の改正等を行ったが、後期型の完成は戦後となった。中期型をオークランド級軽巡洋艦、後期型をジュノー級軽巡洋艦と分類する書籍やプラモデルメーカーが存在する。

## 諸元表
|                 | FY38 (CL-51～54)                                                                                                  | FY40 (CL-95～98)                                                                                                  | FY43 (CL-119～121)                                                                                                |
| --------------- | --- | --- | --- |
| 基準排水量      | 6,000 トン | 6,000 トン | 6,500 トン |
| 全長            | 541フィート (165 m)                                                                                               | 541フィート (165 m)                                                                                               | 541フィート (165 m)                                                                                               |
| 水線長          | 530フィート (160 m)                                                                                               | 530フィート (160 m)                                                                                               | 530フィート (160 m)                                                                                               |
| 全幅            | 52フィート10インチ (16.10 m)                                                                                      | 52フィート10インチ (16.10 m)                                                                                      | 52フィート10インチ (16.10 m)                                                                                      |
| 吃水            | 20フィート6インチ (6.25 m)                                                                                        | 20フィート6インチ (6.25 m)                                                                                        | 20フィート6インチ (6.25 m)                                                                                        |
| 機関            | ボイラー×4缶 | ボイラー×4缶 | ボイラー×4缶 |
| 機関            | 蒸気タービン (75,000馬力 (56 MW))×2基                                                                             | | |
| 機関            | スクリュープロペラ×2軸                                                                                            | | |
| 速力            | 32.5ノット (60.2 km/h)（設計値） 33.6ノット (62.2 km/h)（試験時）                                                 | 32.5ノット (60.2 km/h)（設計値） 33.6ノット (62.2 km/h)（試験時）                                                 | 32.5ノット (60.2 km/h)（設計値） 33.6ノット (62.2 km/h)（試験時）                                                 |
| 航続距離        | 8,500海里 (15,700 km)/15ノット巡航時                                                                              | 8,500海里 (15,700 km)/15ノット巡航時                                                                              | 8,500海里 (15,700 km)/15ノット巡航時                                                                              |
| 乗員            | 673名 | 673名 | 673名 |
| 兵装            | 38口径5インチ連装砲×8基                                                                                           | 38口径5インチ砲×12門 (連装砲塔×6基として搭載)                                                                     | 38口径5インチ砲×12門 (連装砲塔×6基として搭載)                                                                     |
| 兵装            | 28mm四連装機銃×4基                                                                                                | 56口径40mm四連装機銃×4基                                                                                          | 56口径40mm四連装機銃×6基 56口径40mm連装機銃×4基                                                                   |
| 兵装            | 20mm機銃×6基 | 20mm機銃×6基 | 20mm連装機銃×4基                                                                                                  |
| 兵装            | 533mm 4連装魚雷発射管×2基                                                                                         | 533mm 4連装魚雷発射管×2基                                                                                         | － |
| 装甲            | 舷側：1.1-3.75 インチ (28-95 mm) 甲板：1.25 インチ (32 mm) 主砲塔：1.25 インチ (32 mm) 司令塔：2.5 インチ (64 mm) | 舷側：1.1-3.75 インチ (28-95 mm) 甲板：1.25 インチ (32 mm) 主砲塔：1.25 インチ (32 mm) 司令塔：2.5 インチ (64 mm) | 舷側：1.1-3.75 インチ (28-95 mm) 甲板：1.25 インチ (32 mm) 主砲塔：1.25 インチ (32 mm) 司令塔：2.5 インチ (64 mm) |
| GFCS            | Mk.37×2基 | Mk.37×2基 | Mk.37×2基 |
| レーダー (一例) | SK-2 対空捜索用                                                                                                   | SK-2 対空捜索用                                                                                                   | SK-2 対空捜索用                                                                                                   |
| レーダー (一例) | SP 航空管制用 | | |

## 同型艦・改良型
1938年計画・初期型
- アトランタ (USS Atlanta, CL-51)：1941年12月24日就役。1942年11月13日、第三次ソロモン海戦で沈没。(自沈)
- ジュノー (USS Juneau, CL-52)：1942年2月14日就役。1942年11月13日、日本の潜水艦「伊26」の雷撃により沈没。
- サンディエゴ (USS San Diego, CL-53)：1942年1月10日就役。1946年11月4日退役。
- サンフアン (USS San Juan, CL-54)：1942年2月28日就役。1946年11月9日退役。

1940年計画・中期型（オークランド級軽巡洋艦）
- オークランド (USS Oakland, CL-95)：1943年7月17日就役。1949年7月1日退役。
- リノ (USS Reno, CL-96)：1943年12月28日就役。1946年11月4日退役。
- フリント (USS Flint, CL-97)：1944年8月31日就役。1947年5月6日退役。
- ツーソン (USS Tucson, CL-98)：1945年2月3日就役。1949年6月11日退役。

1943年計画・後期型（ジュノー級軽巡洋艦）
- ジュノー (USS Juneau, CL-119)：1946年2月15日就役。1956年7月23日退役。
- スポケーン (USS Spokane, CL-120)：1946年5月17日就役。1950年2月27日退役。
- フレズノ (USS Fresno, CL-121)：1946年11月27日就役。1949年5月17日退役。